# Romže
La Romže est une rivière de la Tchéquie longue de 53 km qui arrose la région d'Olomouc. Elle est un affluent de la Morava et donc un sous-affluent du Danube.

## Source de la traduction
- (cz) Cet article est partiellement ou en totalité issu de l’article de Wikipédia en tchèque intitulé « Romže » (voir la liste des auteurs).